# Qualificazioni al campionato europeo maschile under 21 di calcio 1988

## Gruppi di qualificazione

### Gruppo 1
| Squadre | Squadre | P | V | N | P | F | S  | Pt |
| ------- | ------- | - | - | - | - | - | -- | -- |
| 1       | Spagna  | 6 | 4 | 2 | 0 | 9 | 1  | 10 |
| 2       | Romania | 6 | 3 | 0 | 3 | 7 | 7  | 6  |
| 3       | Austria | 6 | 2 | 2 | 2 | 5 | 7  | 6  |
| 4       | Albania | 6 | 0 | 2 | 4 | 4 | 10 | 2  |

| - Romania 1-0 Austria - Austria 1-0 Albania - Spagna 1-0 Romania - Albania 0-0 Spagna - Romania 3-2 Albania - Austria 1-1 Spagna | - Albania 1-1 Austria - Romania 0-1 Spagna - Spagna 3-0 Austria - Albania 1-2 Romania - Austria 2-1 Romania - Spagna 3-0 Albania |

### Gruppo 2
| Squadre | Squadre    | P | V | N | P | F  | S  | Pt |
| ------- | ---------- | - | - | - | - | -- | -- | -- |
| 1       | Italia     | 6 | 3 | 3 | 0 | 14 | 4  | 9  |
| 2       | Svezia     | 6 | 1 | 4 | 1 | 6  | 6  | 6  |
| 3       | Svizzera   | 6 | 1 | 3 | 2 | 4  | 7  | 5  |
| 4       | Portogallo | 6 | 2 | 0 | 4 | 8  | 15 | 4  |

| - Svezia 0-0 Svizzera - Portogallo 2-0 Svezia - Svizzera 3-1 Portogallo - Italia 1-1 Svizzera - Portogallo 1-2 Italia - Svezia 2-2 Italia | - Svizzera 0-0 Svezia - Svezia 4-2 Portogallo - Svizzera 0-3 Italia - Portogallo 2-0 Svizzera - Italia 0-0 Svezia - Italia 6-0 Portogallo |

### Gruppo 3
| Squadre | Squadre          | P | V | N | P | F  | S | Pt |
| ------- | ---------------- | - | - | - | - | -- | - | -- |
| 1       | Francia          | 6 | 3 | 2 | 1 | 8  | 6 | 8  |
| 2       | Germania Est     | 6 | 2 | 3 | 1 | 10 | 6 | 7  |
| 3       | Unione Sovietica | 6 | 3 | 0 | 3 | 7  | 9 | 6  |
| 4       | Norvegia         | 6 | 0 | 3 | 3 | 3  | 7 | 3  |

| - Norvegia 0-0 Germania Est - Francia 2-1 URSS - URSS 1-0 Norvegia - Germania Est 1-0 Francia - URSS 2-1 Germania Est - Norvegia 0-2 URSS | - Norvegia 1-2 Francia - URSS 0-1 Francia - Germania Est 5-1 URSS - Francia 1-1 Norvegia - Germania 1-1 Norvegia - Francia 2-2 Germania Est |

### Gruppo 4
| Squadre | Squadre     | P | V | N | P | F | S | Pt |
| ------- | ----------- | - | - | - | - | - | - | -- |
| 1       | Inghilterra | 4 | 1 | 3 | 0 | 7 | 3 | 5  |
| 2       | Turchia     | 4 | 1 | 2 | 1 | 4 | 6 | 4  |
| 3       | Jugoslavia  | 4 | 1 | 1 | 2 | 7 | 9 | 3  |

| - Jugoslavia 3-0 Turchia - Inghilterra 1-1 Jugoslavia - Turchia 0-0 Inghilterra | - Inghilterra 1-1 Turchia - Jugoslavia 1-5 Inghilterra - Turchia 3-2 Jugoslavia |

### Gruppo 5
| Squadre | Squadre  | P | V | N | P | F  | S  | Pt |
| ------- | -------- | - | - | - | - | -- | -- | -- |
| 1       | Grecia   | 6 | 4 | 1 | 1 | 15 | 5  | 9  |
| 2       | Ungheria | 6 | 3 | 1 | 2 | 12 | 7  | 7  |
| 3       | Polonia  | 6 | 3 | 0 | 3 | 5  | 6  | 6  |
| 4       | Cipro    | 6 | 1 | 0 | 5 | 4  | 18 | 2  |

| - Polonia 1-0 Grecia - Grecia 2-1 Ungheria - Cipro 0-4 Grecia - Grecia 5-1 Cipro - Cipro 2-1 Ungheria - Polonia 3-0 Cipro | - Grecia 2-0 Polonia - Ungheria 3-0 Polonia - Polonia 0-1 Ungheria - Ungheria 2-2 Grecia - Cipro 0-1 Polonia - Ungheria 4-1 Cipro |

### Gruppo 6
| Squadre | Squadre        | P | V | N | P | F  | S  | Pt |
| ------- | -------------- | - | - | - | - | -- | -- | -- |
| 1       | Cecoslovacchia | 6 | 3 | 2 | 1 | 14 | 8  | 8  |
| 2       | Danimarca      | 6 | 2 | 2 | 2 | 7  | 6  | 6  |
| 3       | Finlandia      | 6 | 2 | 1 | 3 | 8  | 11 | 5  |
| 4       | Islanda        | 6 | 1 | 3 | 2 | 9  | 13 | 5  |

| - Finlandia 2-0 Islanda - Islanda 0-4 Cecoslovacchia - Cecoslovacchia 2-0 Finlandia - Danimarca 4-1 Finlandia - Cecoslovacchia 1-1 Danimarca - Finlandia 0-1 Danimarca | - Danimarca 0-1 Cecoslovacchia - Islanda 0-0 Danimarca - Islanda 2-2 Finlandia - Danimarca 1-3 Islanda - Finlandia 3-2 Cecoslovacchia - Cecoslovacchia 4-4 Islanda |

### Gruppo 7
| Squadre | Squadre | P | V | N | P | F | S | Pt |
| ------- | ------- | - | - | - | - | - | - | -- |
| 1       | Scozia  | 4 | 3 | 1 | 0 | 7 | 2 | 7  |
| 2       | Belgio  | 4 | 0 | 3 | 1 | 1 | 2 | 3  |
| 3       | Irlanda | 4 | 0 | 2 | 2 | 3 | 7 | 2  |

| - Belgio 0-0 Irlanda - Irlanda 1-2 Scozia - Scozia 4-1 R. Irlanda | - Belgio 0-0 Scozia - Irlanda 1-1 Belgio - Scozia 1-0 Belgio |

### Gruppo 8
| Squadre | Squadre        | P | V | N | P | F  | S  | Pt |
| ------- | -------------- | - | - | - | - | -- | -- | -- |
| 1       | Paesi Bassi    | 6 | 5 | 0 | 1 | 12 | 5  | 10 |
| 2       | Bulgaria       | 6 | 4 | 0 | 2 | 8  | 7  | 8  |
| 3       | Germania Ovest | 6 | 3 | 0 | 3 | 12 | 9  | 6  |
| 4       | Lussemburgo    | 6 | 0 | 0 | 6 | 2  | 13 | 0  |

| - Germania Ovest 2-0 Bulgaria - Bulgaria 1-0 Paesi Bassi - Lussemburgo 0-2 Paesi Bassi - Germania Ovest 4-1 Lussemburgo - Bulgaria 1-0 Lussemburgo - Paesi Bassi 3-1 Germania Ovest | - Lussemburgo 0-1 Bulgaria - Paesi Bassi 1-0 Lussemburgo - Lussemburgo 1-4 Germania Ovest - Germania Ovest 0-2 Paesi Bassi - Bulgaria 2-1 Germania Ovest - Paesi Bassi 4-3 Bulgaria |